# CLEAR (アルバム)
『CLEAR』は、日本の歌手・西田ひかるが1988年12月7日に発売したデビュー・スタジオ・アルバムである。

## 解説
同年4月デビュー後、3枚のシングルを経て、LPレコード、カセットテープ、CDの3形態で発売。
アルバム全曲の作曲を林哲司が手がけた。
1989年6月21日にビクチャーレーベルCDで再発された。

## 収録曲
| 全作曲: 林哲司。 |                          |            |            |          |      |
| #                | タイトル                 | 作詞       | 作曲・編曲 | 編曲     | 時間 |
| 1.               | 「フィフティーン」       | 麻生圭子   | 林哲司     | 船山基紀 | 4:09 |
| 2.               | 「ジュリエットの口笛」   | 石川あゆ子 | 林哲司     | 船山基紀 | 4:47 |
| 3.               | 「夏のプリズム」         | 安藤芳彦   | 林哲司     | 林哲司   | 5:21 |
| 4.               | 「機嫌をなおして…」      | 森雪之丞   | 林哲司     | 林哲司   | 3:43 |
| 5.               | 「Nice-catch!」          | 松本一起   | 林哲司     | 林哲司   | 3:53 |
| 6.               | 「12月のDown Town」      | 里村龍一   | 林哲司     | 船山基紀 | 3:38 |
| 7.               | 「夕暮れにジェラシー」   | 森本抄夜子 | 林哲司     | 船山基紀 | 4:14 |
| 8.               | 「Little Chance」        | 康珍化     | 林哲司     | 船山基紀 | 3:41 |
| 9.               | 「もう一度、I LOVE YOU」 | 及川眠子   | 林哲司     | 船山基紀 | 4:09 |
| 10.              | 「SWEET GRADUATION」     | 森本抄夜子 | 林哲司     | 林哲司   | 5:43 |
| 合計時間:        | 合計時間:                | 合計時間:  | 合計時間:  | 43:18    |      |